# Ilir Meta
Ilir Meta (* 14. března 1969 Çorovodë) je albánský sociálnědemokratický politik, člen místní politické strany Socialistické hnutí pro integraci (albánsky Lëvizja Socialiste për Integrim, LSI), bývalý předseda vlády a bývalý albánský prezident. Platí za někdejšího chráněnce Fatose Nana.

## Životopis

### Prezident Albánie (2017–2021)
Dne 28. dubna 2017 byl Ilir Meta jakožto stávající předseda albánského parlamentu zvolen ve čtvrtém kole kole hlasování novým prezidentem země, předchozí tři kola hlasování byla neúspěšná. Ve čtvrtém kole jej podpořila i Socialistická strana předsedy vlády Edi Ramy. Od 24. července 2017 tak vystřídal v úřadu prezidenta Albánie demokrata Bujara Nishaniho.
Ve středu 9. června 2021 byl albánským parlamentem sesazen z úřadu prezidenta. Podle zákonodárců porušil ústavu, když v dubnových volbách údajně stranil opozici. Rozhodnutí parlamentu přezkoumával Ústavní soud, který má tříměsíční lhůtu na konečné rozhodnutí. Meta již předtím odmítl předstoupit před parlamentní vyšetřovací komisi a označil impeachment za nezákonný. Ústavní soud 16. února 2022 konstatoval, že obvinění jsou neopodstatněná, prezident ústavu neporušil a zvrátil tak rozhodnutí zákonodárců.

## Zajímavosti
- Ilir Meta se stal v roce 1999 ve věku 30 let nejmladším předsedou vlády Albánie.[5][12][13]